# Abbaye de Gutenzell
L'abbaye de Gutenzell était une abbaye de moniales cisterciennes située dans la commune de Gutenzell-Hürbel, à l'est du Bade-Wurtemberg (Allemagne). Fondée en 1230, l'abbaye est définitivement fermée en 1803.
L'église abbatiale est devenue l'église paroissiale Saint-Côme et Saint-Damien. Le bâtiment date du XIIe siècle, le décor intérieur, de style baroque, date de la seconde moitié du XVIIIe siècle. Elle fait partie de la Route baroque de Haute-Souabe.

## Localisation
L'abbaye de Gutenzell est localisée au cœur du village du même nom, environ trente-cinq kilomètres au sud d'Ulm.

## Histoire

### Fondation

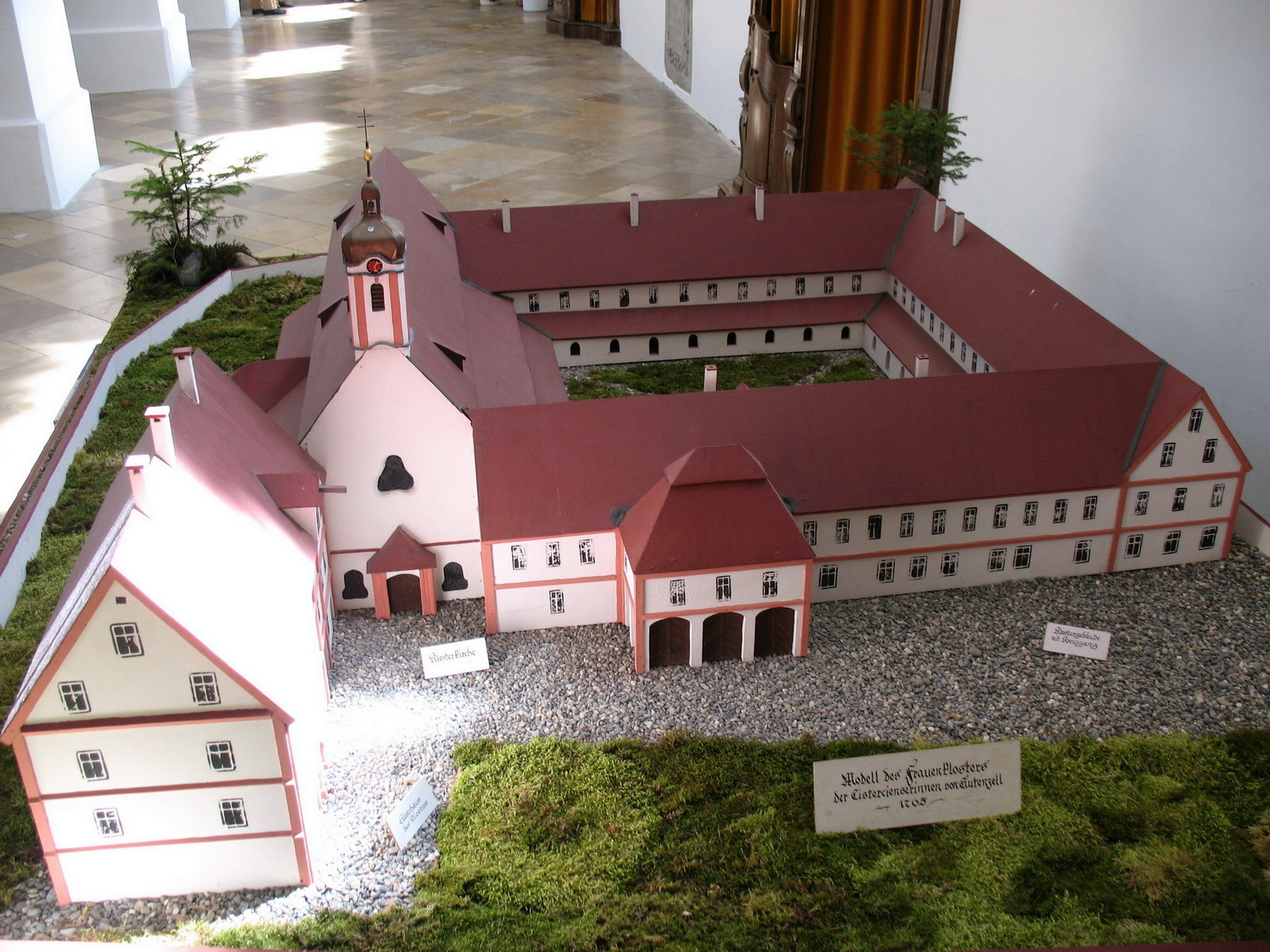
Reconstitution de l'abbaye dans sa forme originelle. Tous les bâtiments situés à droite de l'église ont été détruits après 1842.

L'abbaye de Gutenzell est fondée en 1230,. Selon d'autres sources, l'abbaye aurait été fondée en 1234. Les fondatrices seraient deux femmes de la maison Famille de Schlüsselberg (de), cherchant à vivre une communauté de prière, mais sans règle particulière. En 1237, Eberhardt von Rohrdorf, abbé de Salem, prend officiellement l'abbaye sous sa protection, la faisant entrer dans l'ordre cistercien et lui donnant le nom latin de Bona Cella (« bonne cellule »), germanisé en Gutenzell.
Une église préexistait déjà en ce lieu, datant du XIIe ou du XIIIe siècle, et déjà consacrée aux saints Côme et Damien. En 1238, Grégoire IX confirme la filiation et les privilèges accordés à l'abbaye.

### Moyen Âge

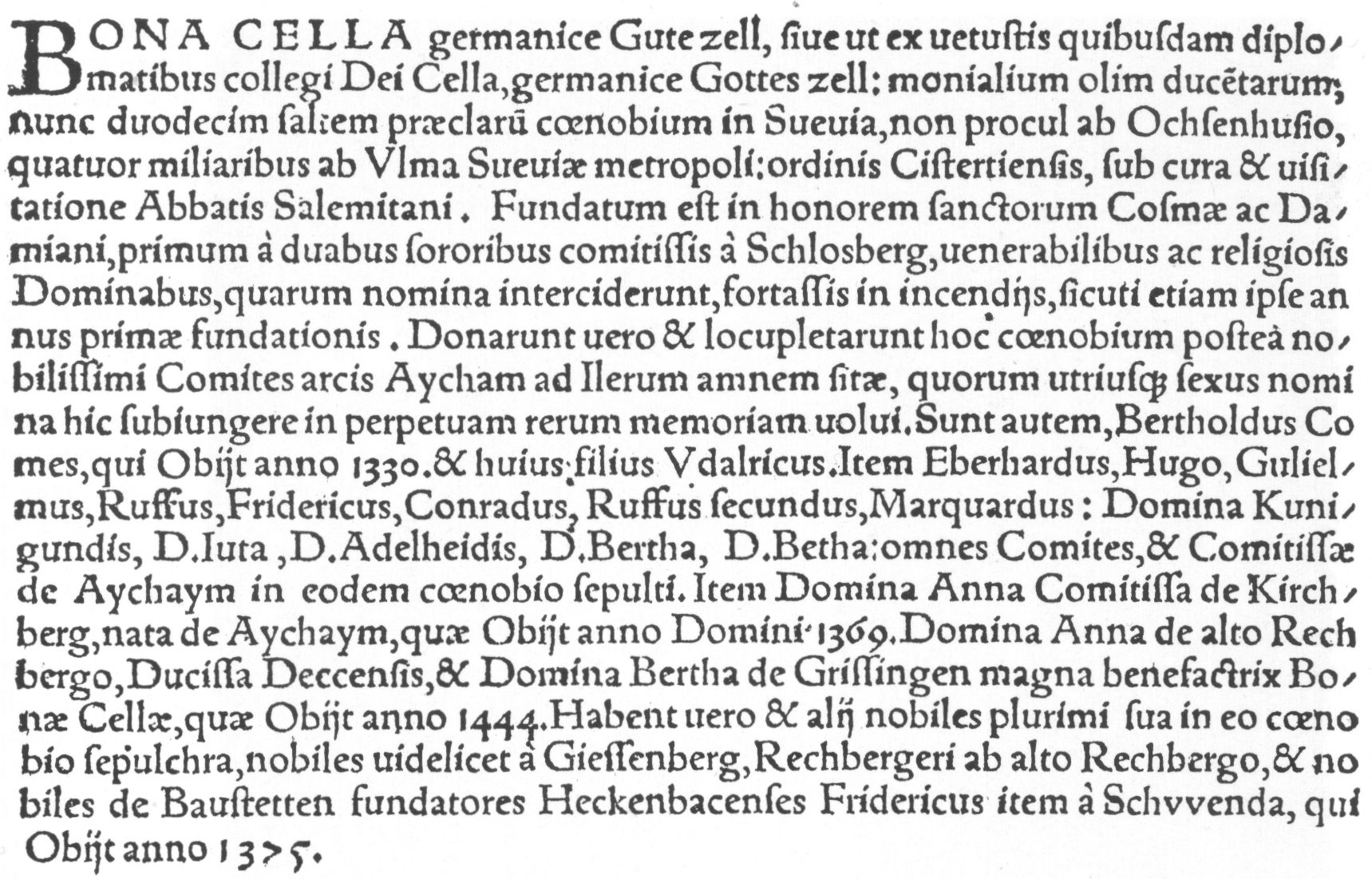
Descriptif de l'abbaye en 1551 par Kaspar Brusch.

L'église abbatiale est terminée en 1336, en style gothique ; elle est la nécropole des chevaliers d'Aichen. En 1369, la foudre frappe le clocher le jour des Rameaux, incendiant l'église au point de nécessiter une reconstruction de la plus grande partie de l'édifice, et détruisant tous les documents relatifs à l'abbaye antérieurs à cette date,.

### XVIIeetXVIIIesiècles

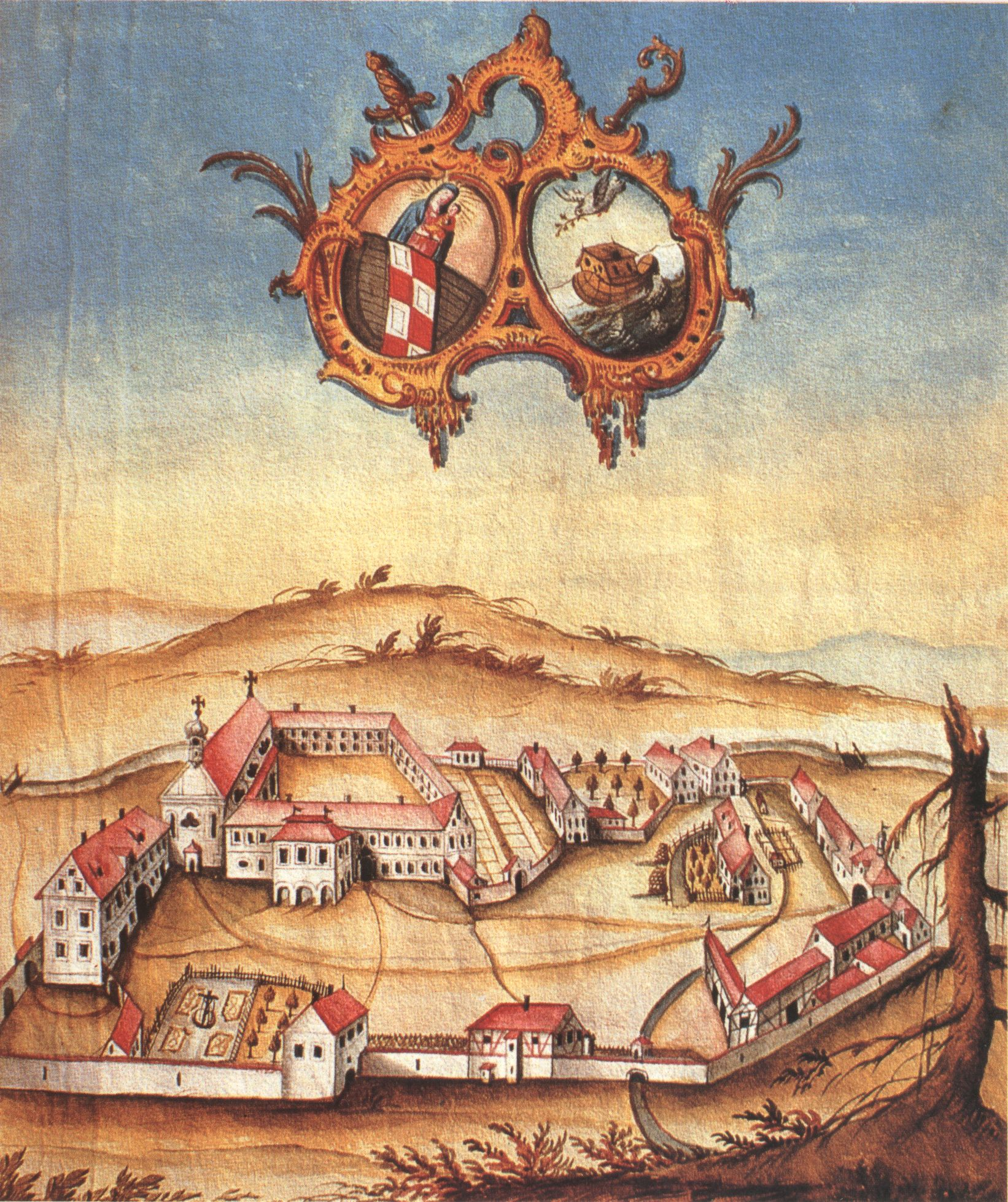
L'abbaye de Gutenzell en 1770.

Une réforme de la règle est menée de 1578 à 1625, non sans mal, à Gutenzell. Elle implique Salem, mais aussi l'abbé général cistercien à Cîteaux, le Saint-Siège et le nonce apostolique de Lucerne.
En 1621, un recensement compte seulement dix religieuses à l'abbaye. Durant la guerre de Trente Ans, les troupes suédoises incendient à nouveau l'église en 1647. Le monastère est reconstruit à partir de 1650, mais ce n'est qu'en 1755-1756 que l'église est rebâtie. En 1752, l'abbaye quitte la filiation de Salem pour celle de Kaisheim.
Avant la sécularisation, l'abbaye comptait vingt-quatre religieuses et douze sœurs converses. Ce nombre monte toutefois à son plus apogée en 1794, avec quarante-et-une sœurs cisterciennes Après 1803, les religieuses sont autorisées à rester à l'abbaye ; certaines sont encore présentes en 1837,. La dernière en vie, Violantia Miller, meurt à 84 ans le 6 mars 1851.
Après la sécularisation, les bâtiments conventuels de l'abbaye sont transformés en presbytère et l'église abbatiale devient paroissiale. Le premier curé en est Josef Alexander Rugel, mais il est en conflit avec l'abbesse Justina von Erolzheim, encore présente sur le site, jusqu'à la mort de cette dernière le 10 avril 1809. À partir de cette date, la paroisse est identifiée au village durant près de deux siècles. En décembre 1994, le curé Ludwig Haas quitte Gutenzell, sa paroisse étant unie à celles de Hürbel et de Laubach. En 2000, ces villages sont groupés dans une seule paroisse à Reinstetten. En conséquence, le presbytère vide est transformé en centre communautaire, qui peut lors d'évènements particuliers être utilisé comme salle de réception,.

## Abbesses
Au long de son histoire, Gutenzell compte trente-neuf abbesses ; la plupart d'entre elles sont d'origines aristocratiques, quelques-unes originaires de la bourgeoisie, et la quasi-totalité à l'exception de la dernière venaient de familles riches.

## Architecture

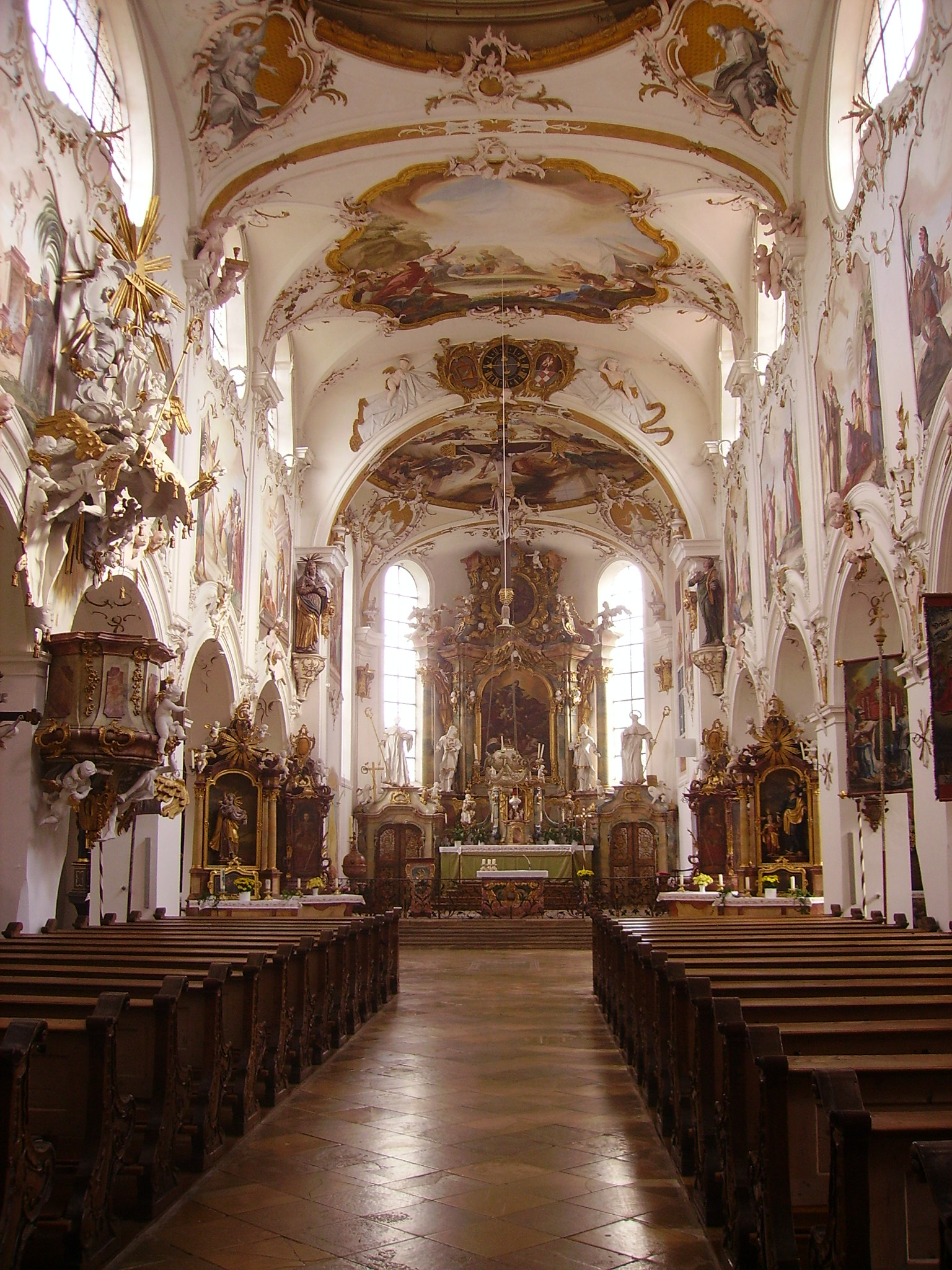
Intérieur de l'église paroissiale Saints-Côme-et-Damien, avec son décor baroque du XVIIIe siècle.

L'église abbatiale, devenue paroissiale, a été reconstruite et décorée en style baroque par Dominikus Zimmermann, dont la fille Franziska était religieuse à Gutenzell sous le nom de sœur Maria-Alexandra. Les fresques couvrant les murs et les voûtes de l'église sont l'œuvre de Johann Georg Dieffenbrunner (de), les décors en stuc celle de Franz Xaver Feuchtmayer (de). Johann Daniel Georg von Memminger (de) la décrit en 1837 comme « longue de deux cent pieds et large de 75 », soit une longueur de soixante mètres pour une largeur totale de vingt-trois, bas-côtés compris. Il note également la présence d'un autel principal et de cinq secondaires, dans des chapelles latérales.